# 2-氟丁酸
2-氟丁酸是一种有机化合物，化学式为C4H7FO2。

## 制备
将2-氨基丁酸加入至70%聚氟化氢/吡啶中，在搅拌下加入亚硝酸钠，可以制得2-氟丁酸。1,1-二(三甲基硅氧基)-1-丁烯在−78 °C的三氯氟甲烷中和氮气稀释的氟气反应，也能得到产物。